# تفشي الإيبولا في زائير 1976
تفشي الإيبولا في زائير 1976 في أغسطس - نوفمبر 1976 تفشى مرض فيروس الإيبولا في زائير (الآن جمهورية الكونغو الديمقراطية). كانت أول حالة مسجلة من يامبوكو وهي قرية صغيرة في منطقة مونغالا على بعد 1098 كيلومترًا (682 ميلًا) شمال شرق العاصمة كينشاسا.
كان يُعتقد لأول مرة أن الفيروس المسؤول عن التفشي الأولي والذي سمي على اسم نهر إيبولا القريب، هو فيروس ماربورغ ولكن تم تحديده لاحقًا على أنه نوع جديد من الفيروسات مرتبط بجنس فيروس ماربورغ.
نتج ما مجموعه 318 حالة و280 حالة وفاة (معدل وفيات 88٪) عن هذا الفاشية والتي كانت إلى جانب تفشي المرض في السودان الذي بدأ قبل أسابيع قليلة أول تفشٍ للإيبولا يُسجل على الإطلاق.

## التاريخ
كان سكان شمال وسط زائير هم الأكثر تضرراً من هذا الوباء المحدد. تقع هذه المنطقة داخل منطقة بومبا في منطقة الاستواء، والتي تتكون في الغالب من الغابات الاستوائية المطيرة في المنطقة الأحيائية. في عام 1976 كان هناك ما يقرب من 275.000 شخص في منطقة بومبا بأكملها، بما في ذلك 35000 زائيري.
ثلاثة أرباع سكان زائير كانوا يعيشون في قرى الغابات في ذلك الوقت. تشير التقديرات إلى أن عدد سكان كل قرية من قرى الغابات يقل عن 5000 نسمة، أصغر القرى كان عدد سكانها أقل من 500 نسمة. تحد العديد من هذه القرى نهر زائير (نهر الكونغو الآن). يمتد النهر على طول الحدود على الجانب الجنوبي من البلاد، وهو أمر مهم في سياق وباء الإيبولا لأنه فصل المناطق جغرافياً.
كان معظم سكان زائير إما يصطادون أو كانوا على اتصال بالصيادين الذين تعرضوا لمجموعة من الحيوانات البرية. كان هذا يعتبر سببًا محتملًا للوباء لبعض الوقت، ومع ذلك ربما لم يكن كذلك نظرًا لأن سبب تفشي المرض لم يكن معروفًا في البداية، فقد تم تشخيص أو علاج العديد من المصابين بمرض فيروس الإيبولا خطأً من الملاريا والحمى الصفراء وحمى التيفوئيد.
كان مابالو لوكيلا مدير مدرسة محلية في يامبوكو أول حالة لتفشي المرض عام 1976 في زائير. قام لوكيلا بجولة مع بعثة يامبوكو في أغسطس 1976 بالقرب من حدود جمهورية إفريقيا الوسطى وعلى طول نهر إيبولا.
في البداية تم تشخيص إصابة لوكيلا بالملاريا في مستشفى يامبوكو ميشين وتم إعطاؤها مادة الكينين. عاد لوكيلا إلى مستشفى الإرسالية في 1 سبتمبر مصابًا بحمى شديدة. أوصي بالراحة وعاد إلى منزله في قريته ياليكوندي على بعد حوالي كيلومتر واحد من مجمع البعثة. بحلول 5 سبتمبر كان لوكيلا في حالة حرجة مع نزيف غزير من جميع الفتحات والقيء والإسهال الحاد وآلام الصدر والصداع والحمى والاضطراب والارتباك. وتوفي بعد ذلك بوقت قصير في 8 سبتمبر.
في 28 أغسطس ظهرت الأعراض على رجل آخر مدعيًا أنه من قرية ياندونجي المجاورة. غادر المستشفى في 30 أغسطس حيث لم يتم تحديد سبب واضح من أعراضه ولم يُرَ مرة أخرى. في نفس اليوم خرجت يومبي نغونغو وهي مريضة في المستشفى تتلقى العلاج من فقر الدم من المستشفى وعادت إلى قريتها. وسرعان ما مرضت بشدة وتولت رعاية شقيقتها الصغرى إوزا. ماتت يومبي نغونغو في 7 سبتمبر وتبعتها شقيقتها إيوزا في 9 سبتمبر.
بعد فترة وجيزة من زيارة لوكيلا تم عرض عدد من الحالات الأخرى في مستشفى يامبوكو ميشن. أشار تقرير صادر عن منظمة الصحة العالمية إلى أن «جميع الإصابات اللاحقة تقريبًا إما تلقت حقنًا في المستشفى أو كانت على اتصال وثيق بحالة أخرى». أصيب 21 من أصدقاء وأقارب لوكيلا بمرض خطير وتوفي 18 لاحقًا.
كان مستشفى يامبوكو ميشن مستشفى كاثوليكي نائي ولم يكن به أطباء أو مرافق معملية للمساعدة في التشخيص. وقد ساهم ذلك فضلاً عن الافتقار إلى إمكانيات الاتصال في عزل المستشفى عن كينشاسا. بعد أول حالات الإصابة بمرض فيروس الإيبولا لم يتمكن المستشفى من الحصول على المزيد من الموارد حتى أرسل وزير الصحة لجنة دولية لمزيد من التحقيق. تلقى الضحايا العلاج من أربع راهبات بلجيكيات وكاهن وممرضة واحدة من زائير وسبعة زائيريين.
أُرسلت مناشدات عاجلة للمساعدة في 12 سبتمبر. في 15 سبتمبر أعد الطبيب الأول الذي وصل مجوي موشولا تقريرًا أشار فيه إلى أن أياً من العلاجات العديدة المقدمة لم يحالفه النجاح. كان هذا أول وصف رسمي لمرض فيروس الإيبولا.

### الوباء
عمل فريق اللجنة الدولية مع الممرضات لتفسير ومعالجة النماذج الموحدة المشفرة مسبقًا. تضمنت هذه النماذج استبيانات سريرية بالإضافة إلى العديد من السمات الوبائية مثل: السؤال عن جنس الشخص وعمره وطلب قائمة الأقارب الذين قد يملأون أيضًا نموذجًا. من خلال هذا النموذج تمكن الفريق من تكوين مجموعة تحكم للمقارنة مع مرضى الإيبولا عن طريق مطابقة سمات متشابهة وبالتالي مساعدتهم على بناء دراستهم الوبائية.
احتاج الفريق إلى معرفة كيفية انتشار هذا المرض من أجل وضع خطة للهجوم ضد الفيروس. بسبب عدم اليقين بشأن مسار العدوى وضع الفريق حجرًا صحيًا على منطقة منطقة بومبا التي كانت أكثر قلقًا في غضون يومين بعد إغلاق المستشفى في أكتوبر. كان الدافع وراء هذا الحجر الصحي السريع يرجع إلى حد كبير إلى الطبيعة الشديدة للأعراض والتطور السريع لهذا المرض. لسوء الحظ كان هناك الكثير من المقاومة من الناس لمساعدة الفريق والوضع بسبب الخوف المرتبط بمسار العدوى غير المعروف لهذا المرض. نظرًا لأن جميع احتمالات طريق العدوى كانت محل نزاع، كان عليهم البدء في تضييق مسارات العدوى المحتملة. لاحظ الفريق أن الحالات لها أنماط مميزة عند رسمها في منحنى وبائي أظهر ارتباطًا واضحًا بين المرض والنساء بين سن 18 و 25 عامًا.
كان لدى مستشفى الإرسالية 120 سريراً فقط وطاقم من 17 ممرضة فقط تم توجيههم من قبل مساعد طبي وليس طبيب. استقبل هذا المستشفى في المقام الأول مرضى من دولة ياندونغي، لكنهم اجتذبوا أيضًا مرضى من منطقة بومبا الخارجية لأن هذا المستشفى كان يعتبر مجهزًا جيدًا نسبيًا ومزود بعدد لا بأس به من الموظفين في المنطقة. كانت بالفعل محدودة للغاية في قدرات احتواء المرض بسبب هذه العوامل، لكنهم رأوا أيضًا بشكل عام ما بين 6000 و12000 مريض شهريًا للرعاية العامة. وهذا سبب آخر لضرورة الحجر الصحي في وقت انتشار وباء الإيبولا في هذا المستشفى.
خلص بيتر بيوت عالم الأحياء الدقيقة والطبيب الذي حقق في الوباء الذي أعقب ذلك إلى أنه كان سببًا عن غير قصد من قبل أخوات مستشفى يامبوكو ميشين الذين أعطوا حقن الفيتامينات غير الضرورية للنساء الحوامل في عيادتهم السابقة للولادة دون تعقيم الإبر والمحاقن. كان هناك خمسة محاقن وإبر إجمالاً كان يستخدمها طاقم التمريض هذا لعدة أيام. تم شطف هذه المواد الطبية بين الاستخدامات باستخدام الماء الدافئ فقط. بعد ذلك في نهاية نوبتهن تغلي الممرضات الإبر والمحاقن في الماء ولم يتم استخدام أي طرق تعقيم أخرى. لم تكن هذه عملية تعقيم فعالة بما يكفي لأن فيروس الإيبولا كان قادرًا على الانتشار من شخص مصاب مجهول الهوية الأولية وانتشاره عبر هذا المستشفى. كان فريق اللجنة الدولية قادرًا على دعم هذه النظرية من خلال دراستهم الوبائية التي توضح وجود علاقة بين تاريخ الحقن وحالات الإيبولا وبالتالي الانتشار من شخص لآخر.
إجمالاً تم تحديد 318 حالة إصابة بفيروس إيبولا في زائير وأسفر 280 عن وفاة. حدثت 284 حالة إضافية و151 حالة وفاة في جنوب السودان القريب في تفشي غير ذي صلة. تم إغلاق مستشفى يامبوكو بعد وفاة 11 من موظفيها البالغ عددهم 17 موظفًا. كما أصيبت راهبات بلجيكيات يعملن في المجتمع المحلي، وتوفيت اثنتان منهن مع ماينغا نسيكا الممرضة الزائيرية بعد نقل المجموعة إلى كينشاسا. بمساعدة من منظمة الصحة العالمية تم احتواء التفشي في النهاية عن طريق عزل القرويين المحليين في مجتمعاتهم، وتعقيم المعدات الطبية وتوفير الملابس الواقية للعاملين في المجال الطبي. قدمت القوات الجوية الكونغولية الصغيرة طائرات هليكوبتر للسماح لفريق تفشي المرض بزيارة 550 قرية في المنطقة. تم توثيق الحالات في 55 من 550 قرية شملها المسح. تم اكتشاف غالبية الحالات في الأسابيع الأربعة الأولى من شهر سبتمبر، وتوفيت آخر حالة محتملة تم اكتشافها في 5 نوفمبر 1976.